# Леоновский ручей
Лео́новский ручей (Высо́ковский ручей) — малая река в районах Свиблово и Ростокино Северо-Восточного административного округа Москвы, левый приток Яузы. Длина реки составляет 2,6 км. Первый гидроним произошёл от села и усадьбы Леоново, второй — от урочища Высково. Леоновским ручьём ошибочно называли реку Будайку и слив с Капустянского пруда. По состоянию на начало 2018 года почти целиком заключён в подземный коллектор.
Согласно одним данным, ручей брал начало к северо-востоку от станции метро «Свиблово» и протекал через Капустинский пруд. Водоток проходил на юг, пересекал проезд Серебрякова и впадал в Яузу недалеко от дома № 16 по улице Докукина. Однако в книге Юрия Андреевича Насимовича «Реки, озёра и пруды Москвы» указывается, что ручей мог начинаться недалеко от улиц Проспект Мира и Красная Сосна и протекать на юго-запад по направлению к проезду Серебрякова, пересекать его и впадать в Яузу.